# Julita Kożuszek-Borsuk
Julita Kożuszek-Borsuk (ur. 14 stycznia 1971 w Szczecinie) – polska aktorka teatralna, filmowa, telewizyjna i dubbingowa, także tancerka, choreograf, wokalistka.

## Kariera
Absolwentka Szkoły Muzycznej I i II st. w Poznaniu, Studia Wokalno-Aktorskiego im. Baduszkowej w Gdyni oraz Akademii Muzycznej w Warszawie (Pedagogika Baletu).
W teatrze zadebiutowała jako adeptka w spektaklu Żołnierz królowej Madagaskaru w reżyserii Jerzego Gruzy, 7 kwietnia 1991 w Teatrze Muzycznym w Gdyni. W latach 1994–2002 była aktorką warszawskiego Teatru Rampa na Targówku. Współpracuje jednak z różnymi teatrami – muzycznymi (Operetka Warszawska, Teatr Muzyczny „Roma”, Komedia w Warszawie, Opera i Operetka w Szczecinie) i innymi (Teatr na Woli, Teatr Staromiejski, Teatr Kamienica w Warszawie, Teatr Dramatyczny im. Aleksandra Węgierki w Białymstoku), w tym nadal z Teatrem Rampa. Grywa zarówno w spektaklach dla dzieci, jak i dla dorosłych, bierze udział także w przedstawieniach impresaryjnych.
Przez wiele lat występowała w cyklicznym programie Dziennik Telewizyjny Jacka Fedorowicza, w którym wcielała się m.in. w postać redaktorki Mazurskiego Radia Regionalnego.
Pojawia się także epizodycznie w serialach i w programach telewizyjnych, pracuje też w dubbingu.

## Filmografia
- 1996: Ekstradycja 2
- 1999: Pan Tadeusz
- 2002–2003: Na dobre i na złe jako sklepowa Bielawska, siostra Wejchertowej
- 2003: Kasia i Tomek jako chórzystka Jagoda (odc. 23)
- 2006: Sztuka masażu jako kierowniczka filii banku
- 2006: Pogoda na piątek
- 2007: Twarzą w twarz jako żona Zarzyckiego (odc. 3, 7)
- 2007–2008: Barwy szczęścia jako Gośka, przyjaciółka Marty Walawskiej
- 2008: Pitbull jako żona Marczaka (odc. 25)
- 2008: Ojciec Mateusz jako Lena Romantowska (odc. 3)
- 2008: Na Wspólnej jako żona Jarka (odc. 937)
- 2009: Plebania jako mama Duśki (odc. 1274, 1275)
- 2010: Usta usta jako mama małego Krzysztofa (odc. 23)
- 2012: Reguły gry jako Monika (odc. 13)
- 2013: Prawo Agaty jako przedszkolanka (odc. 37)
- 2015: Skazane jako Aneta, koleżanka z pracy Marty Janisz
- 2017: Niania w wielkim mieście jako matka Kornelii, koleżanki Sary, córki Aldony Kmiecik (odc. 11)
- 2017: Druga szansa jako opiekunka (odc. 32)
- 2017: Lekarze na start jako położna (odc. 4)
- 2019: Ojciec Mateusz jako matka Ludmiły (odc. 278)
- 2019: O mnie się nie martw jako urzędniczka USC (odc. 140, 141)
- 2019: Na dobre i na złe jako Elżbieta Kowalska, matka Tomka (odc. 758)
- 2020: Szadź jako sekretarka na uczelni (odc. 2)

## Polski dubbing
- Ach ten... Snoopy
- O czym szumią wierzby jako córka Strażnika
- 2001: Olinek Okrąglinek: Obrońca uśmiechu jako Olinek
- 2002
  - Pokémon jako May
  - Truskawkowe Ciastko jako Truskawkowe Ciastko
- 2003-2008: Poko i przyjaciele jako Bibi
- 1992: Pinokio jako Pinokio
- 2004-2007: Świnka Peppa jako Świnka Peppa
- 2005
  - Lusia
  - Wesoły Elf
- 2005-2006: Przygody Goździka Ogrodnika jako Listek
- 2006: Romeo i Julia: Złączeni pocałunkiem jako Julia
- 2007: Pokémon: Wymiar walki jako May
- 2004: Ania z Zielonego Wzgórza jako Ania
- 2010: Czarodziejka Lili: Smok i magiczna księga
- 2012: Galactik Football –
  - Maya (odc. 53-78),
  - Nina 8
- 2018: Marcin Ranek jako: 
  - Roksana,
  - Matka Marcina,
  - Komotu, córka wodza

## Spektakle teatralne
- 1991: Żołnierz królowej Madagaskaru jako pani (reż. J. Gruza)
- 1992: West Side Story jako Maria (reż. Tomasz M. Dutkiewicz)
- 1993: Ania z Zielonego Wzgórza jako Mimi Wolson (reż. Jan Szurmiej)
- 1994: Sztukmistrz z Lublina jako Magda (reż. J. Szurmiej)
- 1995
  - Przygody Tomka Sawyera jako Rebecka Thatcher (reż. Marek Obertyn)
  - Film (reż. Andrzej Strzelecki)
  - Mały Książę jako Róża (reż. Cezary Domagała)
  - Piaf jako Marlena; Madeleine; Pielęgniarka (reż. J. Szurmiej)
- 1997
  - Opera żebracza jako Polly Peachum (reż. Gosta Knothe)
  - Zwierzęta doktora Dolittle jako Prosię Geb Geb (reż. Jerzy Bielunas)
- 1998: Dell’amore jako Ona we wspomnieniu (reż. Krzysztof Majchrzak)
- 1999
  - Bracia krwi jako Linda (reż. Andrzej Rozhin)
  - Brassens (reż. Wojciech Młynarski)
  - W 80 dni naokoło światów jako Aura; Tańcząca Arabka (reż. Jan Polewka)
- 2001: Król Maciuś Pierwszy (reż. C. Domagała)
- 2002: Chicago jako Liz (reż. Krzysztof Jasiński)
- 2006
  - Brat naszego Boga jako Głos, Marynia (reż. Paweł Aigner)
  - Zmora Lokatora
- 2007: Jajokracja jako Piguła L (reż. J. Szurmiej), także asystentka choreografa
- 2008: Perły kabaretu Mariana Hemara (reż. Jakub Szydłowski), także asystentka choreografa
- 2009
  - Piękne panie i panowie (Opieka artystyczna: Emilian Kamiński)
  - Gigi l’amoroso (reż. J. Kożuszek-Borsuk)
- 2010
  - I tak Cię kocham (reż. Emilian Kamiński)
  - Trzy świnki i wilk(reż. Jerzy Bielunas)

## Choreografia
- 2006: Zmora Lokatora – choreografia
- 2007
  - Wielka wyprawa – choreografia
  - Jajokracja – asystent choreografa
- 2008: Perły kabaretu Mariana Hemara – asystent choreografa
- 2009
  - Ordonka w Kamienicy – choreografia
  - Piękne panie i panowie – choreografia
  - Gigi l’amoroso – choreografia

## Życie prywatne
Pochodzi ze Stargardu. W 2003 wyszła za mąż za Krzysztofa Borsuka.